# Trachymerus
Trachymerus är ett släkte av skalbaggar. Trachymerus ingår i familjen vivlar.
Kladogram enligt Catalogue of Life:
| Trachymerus | \| \| Trachymerus croceoplagiatus \| \| \| \| |
|             | \| \| Trachymerus croceoplagiatus \| \| \| \| |
|             | Trachymerus croceoplagiatus                   |
|             |                                               |